# Bignall End
Bignall End – wieś w Anglii, w hrabstwie Staffordshire, w dystrykcie Newcastle-under-Lyme. Leży 31 km na północ od miasta Stafford i 227 km na północny zachód od Londynu.